# Weekend at Burnsie’s
«Weekend at Burnsie’s» (рус. Уикенд у Бёрнси) — шестнадцатая серия тринадцатого сезона мультсериала «Симпсоны». В ней затронута тема курения каннабиса и связанные с ним субкультура и побочные эффекты. Премьера эпизода состоялась 7 апреля 2002 года. Из-за наркотической тематики серия долгое время не транслировалась в Великобритании, и больше не показывалось на канале 2х2.

## Сюжет
После неудачного опыта с генетически модифицированными продуктами питания Мардж создаёт на заднем дворе собственный огород, чтобы обеспечивать семью натуральными продуктами. На огороде появляются вороны, и Мардж мастерит пугало. Это пугало сломал Гомер после того, как сам его испугался, благодаря этому вороны считают Гомера своим вожаком и везде за ним следуют. Но когда вороны поднимают в воздух Мэгги, Гомер выступает против них и вороны нападают на него, исклевав ему глаза. В больнице доктор Хибберт легально прописывает Гомеру марихуану для лечения глаз.
Гомер приступает к лечению в своей спальне. Семья узнаёт об этом, так как из спальни валит дым марихуаны, а запершийся в ней накуренный Гомер подпевает песне Deep Purple «Smoke on the Water». В ответ на недоумение Мардж Гомер заявляет, что это легально прописанный медикамент, так что он даже может «выдохнуть дым в тупую морду президента в Белом доме».
В дальнейшем Гомер воплощает собой клише курильщика каннабиса: сближается с Отто (который вскоре переезжает к Симпсонам на чердак, где курит марихуану вместе с Гомером) и даже просит Неда Фландерса почитать ему Библию. Гомер становится забывчивым и рассеянным, так что когда Фландерс просит его подписать петицию за запрет использования марихуаны в медицинских целях в Спрингфилде, Гомер подписывает её, не осознавая смысла происходящего. Из-за того, что постоянно накуренный Гомер находит вещи смешнее, чем они есть на самом деле, он в подходящий момент смеётся над неудачными шутками Мистера Бёрнса. Вследствие этого польщённый Бёрнс делает Гомера вице-президентом Спрингфилдской атомной электростанции.
В итоге медицинское использование марихуаны в Спрингфилде запрещают, и полицейские сжигают её запасы, подкинув в огонь волос из парикмахерской, чтобы собравшееся вокруг костра население города не могло с удовольствием вдыхать нелегальный дым. Гомер вскоре обещает семье перестать употреблять марихуану. Он сдерживает своё обещание и выселяет Отто с чердака своего дома.
После этого ненакуренный Гомер, так же, как и Вэйлон Смитерс, не находит смешными шутки мистера Бёрнса, которые тот приготовил для кризисного собрания акционеров. Бёрнс уходит принимать ванную перед собранием, оставив Гомера вместе со Смитерсом. После того, как Бёрнс долго отсутствует, Смитерс врывается в нему в ванную, где застаёт начальника без чувств. Вместе с Гомером они принимают Бёрнса за мёртвого. С помощью верёвок Гомер и Смитерс делают из Бёрнса марионетку, манипулируя которой им удаётся успокоить акционеров. В конце эпизода мистер Бёрнс оказывается снова живым, после того как марионеточные движения стимулировали работу его сердца.

## Культурные параллели
- Некоторые элементы эпизода, так же как и название, являются пародией на фильм «Уикенд у Берни».
- Во время первого курения прописанной марихуаны играет песня «Incense and Peppermints» группы «Strawberry Alarm Clock».
- Когда семья узнаёт о том, что Гомер курит марихуану, тот громко подпевает песне Deep Purple «Smoke on the Water».
- Сцены, в которых накуренный Гомер собирается и едет на работу, сопровождаются психоделическим видеорядом и песней Донована «Wear Your Love Like Heaven».
- На концерте в поддержку легальной марихуаны группа Phish играет песню «Run Like an Antelope».
- Во время выступления группы Phish Гомер стоит перед большим портретом самого себя. Сцена представляет собой отсылку к фильму 1941 года «Гражданин Кейн», в которой главный герой Чарльз Фостер Кейн выступает с речью перед большим портретом самого себя.